# Lương Ngọc Trâm
Lương Ngọc Trâm (sinh ngày 10 tháng 8 năm 1966) là một nữ thẩm phán người Việt Nam. Bà hiện là Thẩm phán Tòa án nhân dân tối cao Việt Nam, Chánh tòa Tòa hình sự Tòa án nhân dân tối cao.

## Xuất thân
Bà sinh ngày 10 tháng 8 năm 1966, quê quán ở Hà Nội.

## Giáo dục
Bà có bằng Thạc sĩ Luật.

## Sự nghiệp
Năm 2002, bà là thẩm phán Tòa án nhân dân Thành phố Hồ Chí Minh.
Ngày 12 tháng 9 năm 2008, bà được Chánh án Tòa án nhân dân tối cao Việt Nam bổ nhiệm làm Phó Chánh tòa Tòa phúc thẩm Tòa án nhân dân tối cao tại Thành phố Hồ Chí Minh nhiệm kì 5 năm.
Tháng 11 năm 2013, bà là Thẩm phán, Phó Chánh tòa Tòa dân sự Tòa án nhân dân tối cao (công tác tại cơ quan thường trực phía Nam Việt Nam).
Ngày 11 tháng 3 năm 2015, bà đang là Phó Chánh tòa phụ trách Tòa Hình sự Tòa án nhân dân tối cao được bổ nhiệm giữ chức vụ Chánh tòa Tòa Hình sự Tòa án nhân dân tối cao với thời hạn 5 năm.
Ngày 26 tháng 6 năm 2015, Quốc hội Việt Nam khóa 13 đã bỏ phiếu phê chuẩn đề nghị của Chánh án Tòa án nhân dân tối cao Trương Hòa Bình về việc bổ nhiệm bà làm Thẩm phán Tòa án nhân dân tối cao, với tỉ lệ đại biểu Quốc hội bỏ phiếu đồng ý phê chuẩn là 88,87%. Bà là người trẻ nhất trong số 15 Thẩm phán Tòa án nhân dân tối cao được bổ nhiệm.